# Агаджанов Ґрант Карапетович
Агаджанов Ґрант Карапетович (нар. 17 липня 1948, Баку, Азербайджан — інженер, доктор економічних наук (1995), професор (1995).
Закінчив Харківський інженерно-будівний інститут (1971). Від 1971 працював у «Харківкомунпромвод» майстром, старшим інженером, заступником директорра із наукової роботи. Від 1989 — директор СКБ автоматичних систем керування водопостачанням.
Дослідження з проблем водопостачання, економіки та автоматизації водопровідно-каналізаційних господарств України та країн СНД..

## Праці
- Проектирование городского хозяйства. Москва, 1983 (співавт.);
- Современные проблемы изучения и сохранения биосферы. С.-Петербург, 1992 (співавт.);
- Экономический потенциал предприятия. Х., 2000 (співавт.);
- Економіка водопровідно-каналізаційного господарства. Х., 2000.